# Rhynchina suttoni
Rhynchina suttoni är en fjärilsart som beskrevs av Edward P. Wiltshire 1982. Rhynchina suttoni ingår i släktet Rhynchina och familjen nattflyn. Inga underarter finns listade.